# Megami Tensei
Megami Tensei (jap.: 女神転生, kurz: MegaTen) ist eine Computerspielreihe des japanischen Entwicklers und Publishers Atlus. Da die ersten Titel außerhalb Japans zunächst nicht veröffentlicht wurden, wird sie im westlichen Markt nach den ersten veröffentlichten Ablegern häufig auch als Shin Megami Tensei (jap.: 真・女神転生) bezeichnet. Es handelt sich im Kern um eine Rollenspielreihe mit Ablegern in weiteren Genres, außerdem existieren Adaptionen als Manga oder Anime. Der Reihe entsprangen mehrere Ablegerreihen, die teils eigenständig wahrgenommen werden. Zu den bekanntesten hierbei zählt die Persona-Reihe. Es handelt sich um eines der wichtigsten Franchises von Atlus, das seit 2013 ein Tochterunternehmen des japanischen Publishers Sega ist.

## Beschreibung
Megami Tensei basiert auf der – ausschließlich auf Japanisch veröffentlichten – Science-Fantasy-Romantrilogie Digital Devil Story des Autors Aya Nishitani. Sie handelt vom Schüler und begabten Hobbyprogrammierer Akemi Nakajima, der sich an einigen Schlägern rächen möchte und dafür ein Computerprogramm entwickelt, mit dem er Dämonen beschwören kann. Diese entwickeln jedoch ein Eigenleben und die Dämonen unter Führung Lucifers attackieren die Stadt, sodass Akemi sie mit Hilfe seiner Mitschülerin Yumiko Shirasagi bekämpfen muss. Die beiden stellen sich als Reinkarnationen der Götter Izanagi und Izanami heraus.
Die parallel entwickelten und gleichlautenden ersten beiden Titel der Reihe, Digital Devil Story: Megami Tensei, kamen 1987 auf den Markt. Das von Telenet Japan für verschiedene Heimcomputersysteme entwickelte Spiel lehnte sich an das Spielprinzip von Gauntlet an. Das NES-Spiel von Atlus orientierte sich dagegen an Wizardry. In dem Spiel wurden zwei Kernelemente der folgenden Reihe definiert: ein modernes apokalyptisches Szenario mit Rückgriffen auf religiöse Themen und Dämonenmythologie, sowie die Möglichkeit, gegnerische Dämonen anzusprechen und davon zu überzeugen, sich dem Spieler anzuschließen. 1990 veröffentlichte Atlus einen selbst geschriebenen Nachfolger, der auf einer vom Atomkrieg zerstörten Erde spielt. Thematisch war Megami Tensei dadurch düsterer als die Konkurrenztitel von Final Fantasy oder Dragon Quest. Mit dem Wechsel auf das SNES wechselte der Name zu Shin Megami Tensei.
Wegen der religiösen Grundthemen wurde die Hauptreihe lange Zeit nicht für die westlichen Märkte lokalisiert. Der erste Titel, der außerhalb Japans vermarktet wurde, war 1995 der Action-Titel Jack Bros. für das VR-Headset Virtual Boy. 1996 erschien als erster Rollenspieltitel Revelations: Persona in den USA, in Europa Shin Megami Tensei: Nocturne im Jahr 2005. Persona griff das Konzept von Shin Megami Tensei If… auf, in dem das Szenario an eine High School verlagert wurde. Persona stellt Gruppen von Schülern in den Mittelpunkt und macht das Sammeln von Karten zu einem Schwerpunkt, mit denen die Schüler übernatürliche Persönlichkeiten ihrer selbst beschwören können, die namensgebenden Personas. Bis 2019 verkaufte allein die Persona-Reihe zehn Millionen Einheiten.

## Veröffentlichte Titel

### Ursprungsreihe
- 1987: Digital Devil Story: Megami Tensei (MSX, PC-88, FM-7, Sharp X1)
- 1987: Digital Devil Story: Megami Tensei (NES)
- 1990: Digital Devil Story: Megami Tensei 2 (NES)
- 1995: Kyūyaku Megami Tensei (SNES)

### Shin Megami Tensei
- 1992: Shin Megami Tensei (SNES, PC Engine, Mega-CD, PSOne, GBA, iOS, Android)
- 1994: Shin Megami Tensei 2 (SNES, PSOne, GBA, iOS, Android)
- 1994: Shin Megami Tensei If… (SNES, PSOne, Windows, iOS)
- 2002: Shin Megami Tensei: Nine (Xbox)
- 2003: Shin Megami Tensei: Nocturne (PS2)
- 2007: Shin Megami Tensei: Imagine (Windows, Mac OS)
- 2009: Shin Megami Tensei: Strange Journey (NDS, 3DS)
- 2013: Shin Megami Tensei IV (3DS)
- 2016: Shin Megami Tensei 4: Apocalypse (3DS)
- 2021: Shin Megami Tensei V (Switch)
- 2024: Shin Megami Tensei V: Vengeance (Switch, PS4, PS5, Xbox One, Xbox Series X/S, Windows)

### Last Bible
- 1992: Revelations: The Demon Slayer (Game Boy, Game Gear, GBC)
- 1993: Megami Tensei Gaiden: Last Bible 2 (Game Boy, GBC)
- 1995: Last Bible 3 (SNES)
- 1995: Another Bible (Game Boy, Mobiltelefon)
- 1995: Megami Tensei Gaiden: Last Bible Special (Game Gear)

### Majin Tensei
- 1994: Majin Tensei (SNES)
- 1995: Majin Tensei 2: Spiral Nemesis (SNES)
- 1997: Ronde (Saturn)
- 2007: Majin Tensei: Blind Thinker (Mobiltelefon)
- 2008: Majin Tensei: Blind Thinker 2 (Mobiltelefon)

### Devil Summoner
- 1995: Shin Megami Tensei: Devil Summoner (Saturn, PSP)
- 1997: Devil Summoner: Soul Hackers (Saturn, PSOne, 3DS)
- 2006: Devil Summoner: Raidou Kuzunoha vs. the Soulless Army (PS2)
- 2008: Devil Summoner 2: Raidou Kuzunoha vs. King Abaddon (PS2)
- 2022: Soul Hackers 2 (PS4, PS5, Windows, Xbox One, Xbox Series X/S)

### Persona
- 1996: Revelations: Persona (PSOne, Windows, PSP)
- 1999: Persona 2: Innocent Sin (PSOne, PSP)
- 2000: Persona 2: Eternal Punishment (PSOne, PSP)
- 2006: Shin Megami Tensei: Persona 3 (PS2, PSP)
- 2008: Shin Megami Tensei: Persona 4 (PS2, PSVita, Windows)
- 2012: Persona 4 Arena (Arcade, PS3, X360)
- 2013: Persona 4 Arena Ultimax (Arcade, PS3, X360)
- 2014: Persona Q: Shadow of the Labyrinth (3DS)
- 2015: Persona 4: Dancing All Night (PSVita, PS4)
- 2016: Persona 5 (PS3, PS4)
- 2018: Persona 3: Dancing in Moonlight (PS4, PSVita)
- 2018: Persona 5: Dancing in Starlight (PS4, PSVita)
- 2018: Persona Q2: New Cinema Labyrinth (3DS)
- 2019: Persona 5 Royal (PS4, Switch, XBox, Windows)
- 2020: Persona 5 Strikers (Switch, PS4, Windows)
- 2023: Persona 5 Tactica (Switch, PS4, PS5, XBox, Windows)
- 2024: Persona 3 Reload (PS4, PS5, XBox, Windows)
- 2026: Persona 4 Revival (PS5, Xbox Series X/S, Windows)

### Devil Children
- 2000: Shin Megami Tensei: Devil Children – Black Book (GBC, PSOne)
- 2000: Shin Megami Tensei: Devil Children – Red Book (GBC, PSOne)
- 2001: Shin Megami Tensei: Devil Children – White Book (GBC)
- 2001: Shin Megami Tensei Trading Card: Card Summoner (GBC)
- 2002: DemiKids: Light Version and Dark Version (GBA)
- 2003: Shin Megami Tensei: Devil Children – Puzzle de Call! (GBA)
- 2003: Shin Megami Tensei: Devil Children – Book of Fire and Book of Ice (GBA)
- 2004: Shin Megami Tensei: Devil Children – Messiah Riser (GBA)

### Mobile-Ableger
- 2004: Shin Megami Tensei: 20XX
- 2004: Shin Megami Tensei If… Hazama-hen
- 2006: Shin Megami Tensei Pinball: Judgment
- 2006: Megami Ibunroku Persona: Ikuu no Tou Hen
- 2007: Digital Devil Saga: Avatar Tuner: A’s Test Server
- 2007: Megami Tensei Chaining Soul: Persona 3
- 2007: Megami Tensei QIX: Persona 3
- 2007: Devil Summoner: Soul Hackers Intruder
- 2007: Shin Megami Tensei: Tokyo Requiem
- 2007: Shin Megami Tensei: Devil Colosseum 20XX
- 2007: Aegis: The First Mission
- 2007: Persona 3 Em
- 2007: Persona 2 Tsumi: Lost Memories
- 2008: Megami Tensei Gaiden: Last Bible New Testament
- 2008: Illust Puzzle Persona 3
- 2008: Persona 3: Broken Shadow
- 2008: Shin Megami Tensei II Gaiden: Ma To Houkai
- 2008: Devil Summoner: Soul Hackers New Generation
- 2008: Persona 2 Batsu: Infinity Mask
- 2009: Persona Mobile Online
- 2009: Megami Tensei Gaiden: Last Bible New Testament 2
- 2010: Persona 3 Social
- 2010: Megami Tensei Gaiden: Last Bible New Testament 3
- 2010: Persona 3 Escape
- 2011: Shin Megami Tensei: Devil Hunter Zero
- 2011: Shin Megami Tensei: Devil Children
- 2012: Persona 4: The Card Battle
- 2013: Devil Survivor 2: The Extra World
- 2013: Shin Megami Tensei: Devil Collection
- 2018: Shin Megami Tensei: Liberation Dx2

### Weitere Ableger
- 1995: Jack Bros. (Virtual Boy)
- 1997: Giten Megami Tensei: Tokyo Mokushiroku (PC-98, Windows)
- 2004: Shin Megami Tensei: Digital Devil Saga (PS2)
- 2005: Shin Megami Tensei: Digital Devil Saga 2 (PS2)
- 2009: Shin Megami Tensei: Devil Survivor (NDS, 3DS)
- 2011: Shin Megami Tensei: Devil Survivor 2 (NDS, 3DS)
- 2015: Tokyo Mirage Sessions ♯FE (Wii U, Switch)
- 2017: Shin Megami Tensei: Synchronicity Prologue (Windows)